# 穆奈雷區
43°42′00″N 51°19′30″E / 43.7000°N 51.3250°E

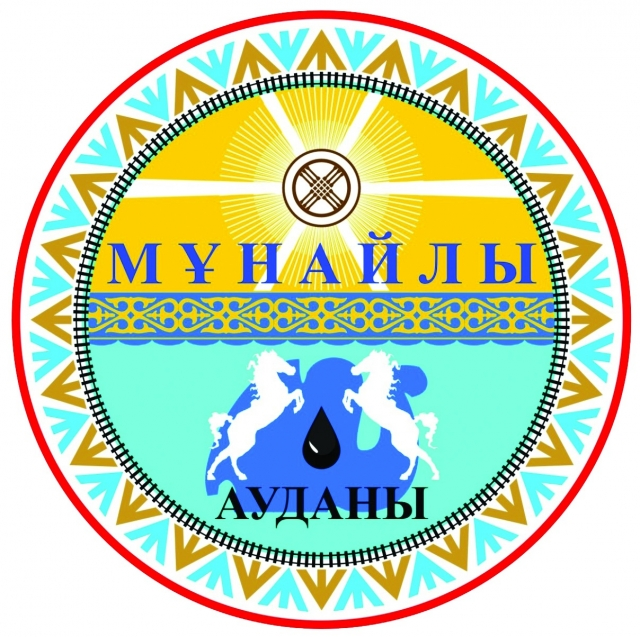

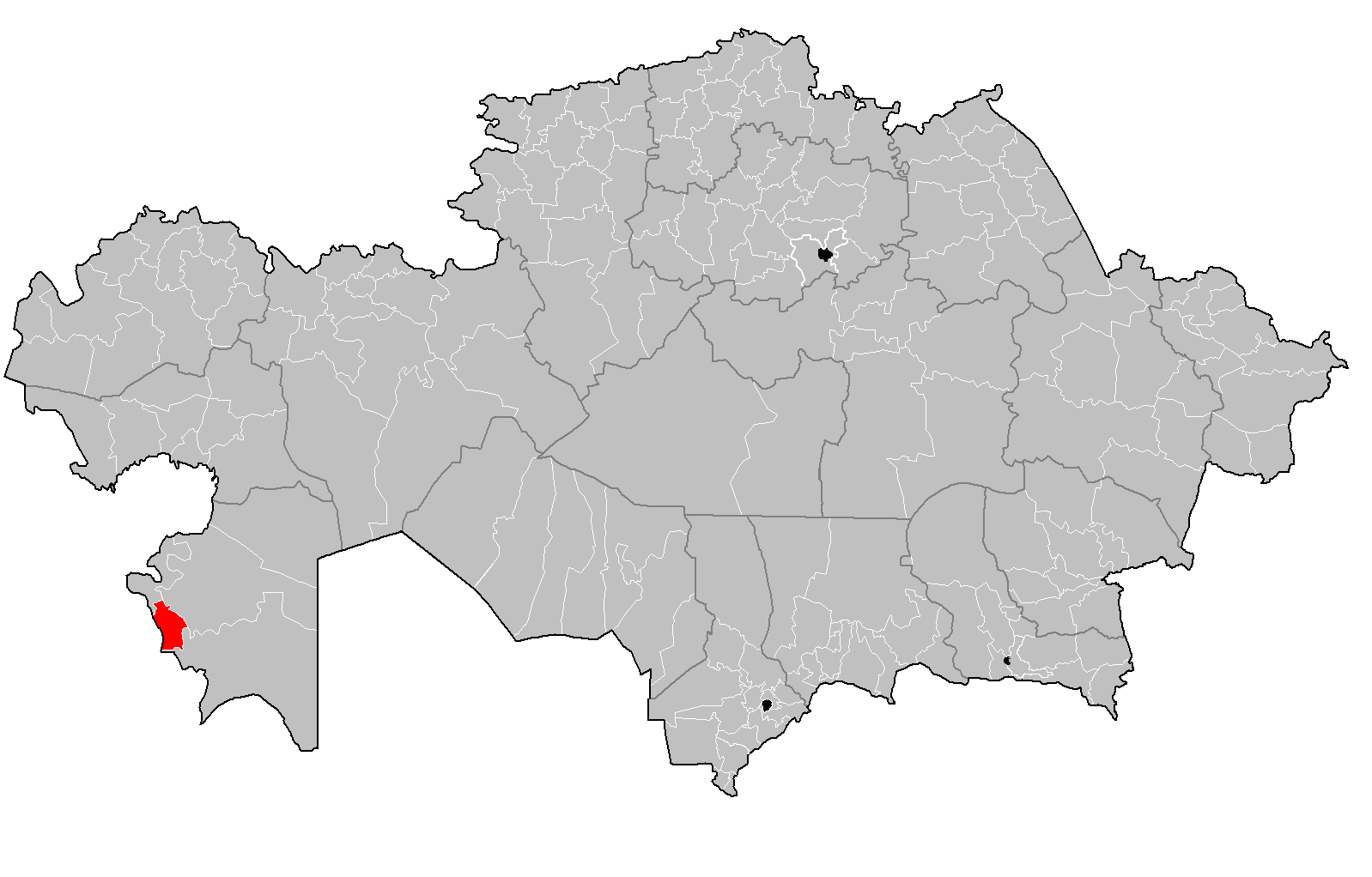

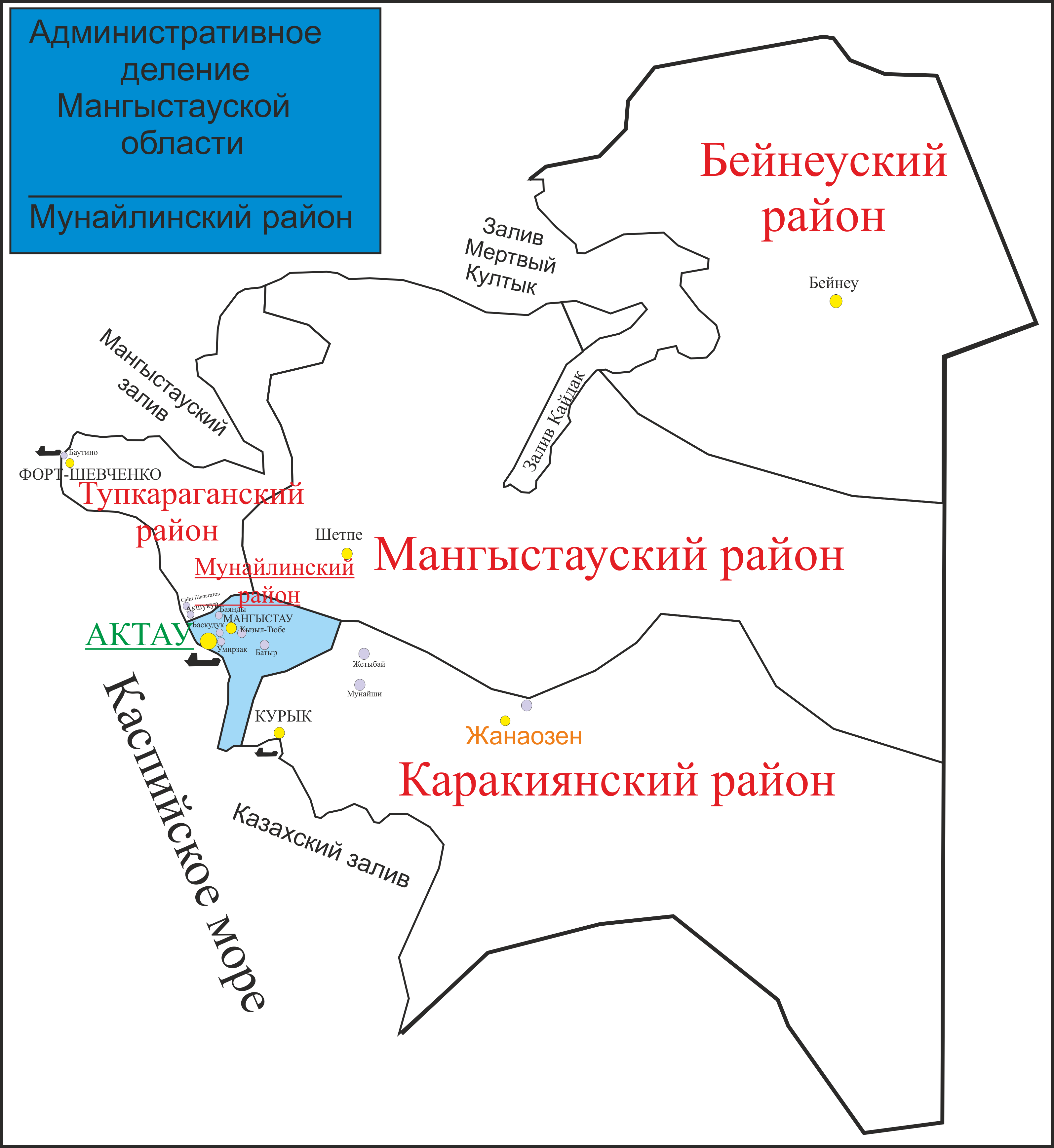

穆奈雷區是哈薩克斯坦的行政區，位於該國西南部，由曼吉斯套州負責管轄，首府設於曼吉斯套，始建於2007年，面積4,922平方公里，2019年人口161,270。